# 锡达镇区 (艾奥瓦州约翰逊县)
锡达镇区（英語：Cedar Township）是位于美国爱荷华州约翰逊县的一个行政镇区，占地面积90.65平方公里。

## 地方资料
锡达镇区建立于1846年。
2018年时，该地人口为453人。